# Meyer Schapiro
Pour les articles homonymes, voir Schapiro.
Meyer Schapiro, né le 23 septembre 1904 à Shavel (aujourd'hui Šiauliai) en Lituanie, et mort le 3 mars 1996 à New York, est un historien de l'art américain, connu pour sa défense de l'Art moderne et son approche marxiste de l'histoire de l'art. 
Expert en art roman, médiéval, art moderne avec un œil social, matérialiste et politique, il a su rallier des artistes, des philosophes et des membres d'autres disciplines à son approche interdisciplinaire des œuvres d'art. L'étendue de son champ d'étude fait tout l'intérêt de ses écrits. Pour exemple : The Armory Show (1913), dans  Style, artiste et société de 1982, fait le lien entre l'art ancien et l'art moderne, en prenant en considération les spectateurs et les enjeux artistiques modernes au sein de la société, subtilement, mais dans un style d'écriture simple et direct.

## Biographie
En 1907 sa famille émigre aux États-Unis où il fait ses études à l'université Columbia. Il donne ses premiers cours en tant qu'assistant en 1928 et est nommé professeur en 1952. Il fonde ensuite Dissent (magazine) (en) avec Irving Howe et Michael Harrington.
Il enseigne aussi à l'université Harvard de 1966 à 1967.
L'une de ses importantes contributions est son discours sur le style en Art. Pour lui le style est une qualité formelle avec des caractéristiques visuelles, mais il peut aussi servir en tant qu'outil de diagnostic. Ce style reflète en plus les conditions de l'artiste et de son environnement, les normes et les références que véhiculent tant l'artiste que sa société.

## Publications

### Livres
- Vincent van Gogh. New York: Harry N. Abrams, 1950 and reprints. Vincent Van Gogh, Meyer Schapiro; trad. Marie-Paule Leymarie, Paris, Nouv. Ed. françaises, 1956, et réimpressions.
- Paul Cézanne. New York: Harry N. Abrams, 1952 and reprints. Paul Cézanne, Meyer Schapiro; trad. Louis-Marie Ollivier, Paris, Nouv. Ed. françaises, 1956, et réimpressions.
- The Parma Ildefonsus: A Romanesque Illuminated Manuscript from Cluny, and Related Works. New York: College Art Association of America, 1964.
- Words and Pictures. On the Literal and the Symbolic in the Illustration of a Text. Approaches to Semiotics series 11, ed. Thomas A Sebeok. The Hague and Paris: Mouton, 1973. Les mots et les images (préface d'Hubert Damisch) , Macula 2000, (ISBN 2-86589-051-1 et 978-2-86589-051-4)
- Selected Papers I: Romanesque Art. New York: George Braziller, 1977. Traductions: Italien, Arte Romanica (Turin: Giulio Einaudi, 1982). Espagnol, Estudios sobre el Romanica (Madrid: Aliana Editorial, 1984). Allemand, Romanische Kunst Ausgewahlte Schriften (Cologne: Dumont Verlag, 1987).
- Selected Papers II: Modern Art: 19th and 20th Centuries. New York: George Braziller, 1978, 1982. Traductions: Suédois, Modern Konst-1800-talet och 1900-taket-Vakda Studier, 1981 Allemand, Moderne Kunst-19.und 20. Jahrhundert-Ausgewahlte Aufsatze (Cologne: DuMont Buchverlag, 1982). Italien, L’Arte Moderna (Turin: Giulio Einaudi Editore, n.d.). Espagnol, El Arte Moderno (Madrid: Alianza Editorial, S.A., 1988).
- Selected Papers III: Late Antique, Early Christian, and Medieval Art. New York: George Braziller, 1979. Traductions: Espagnol, Estudios sobre el arte de la Antiguedad Tardia, el Cristianismo Primitivo y la Edad Media (Madrid: Aliana Editorial, 1987). Réimpression: Late Antique, Early Christian and Mediaeval Art Selected Papers (London: Chatto and Windus, 1980).
- Style, Artiste et Socièté. trad. Blaise Allan et. a. Paris: Editions Gallimard, 1982. (ISBN 2-07-024157-2)
- The Romanesque Sculpture of Moissac. New York: George Braziller, 1985. La sculpture de Moissac. Photographies David Finn, trad. Antoine Jaccottet, Flammarion 1987,  (ISBN 2-08-0120-76-X)   Réimpression in Art Bulletin
- Selected Papers IV: Theory and Philosophy of Art: Style, Artist, and Society. George Braziller, 1994.
- Mondrian: On the Humanity of Abstract Painting. New York; George Braziller, 1995. Meyer Schapiro : the bibliography / compiled by Lillian Milgram Schapiro. New York : G. Braziller, 1995.

Éditions posthumes
- Words, Script, and Pictures: The Semiotics of Visual Language. New York: George Braziller, 1996.
- Impressionism: Reflections and Perceptions. New York George Braziller, 1997.
- L'art abstrait, Paris, Carré 1997,  (ISBN 2-908393-37-9 et 978-2-908393-37-8)
- A kind of rapture / Robert Bergman ; introduction by Toni Morrison ; afterword by Meyer Schapiro. New York: Pantheon Books, 1998.
- Worldview in Painting—Art and Society: Selected Papers, Vol. 5. New York: George Braziller, 1999.
- The Unity of Picasso’s Art. New York: George Braziller, 2000. Meyer Schapiro : his painting, drawing, and sculpture. New York : Harry N. Abrams, Publishers, 2000.
- Les illustrations de Chagall pour la Bible. Paris, RMN 2003, (ISBN 2-7118-4724-1)
- Language of Forms: Lectures on Insular Manuscript Art. New York: Pierpont Morgan Library, 2005.
- Romanesque architectural sculpture: The Charles Eliot Norton lectures. Chicago: University of Chicago Press, 2006.
- Meyer Schapiro abroad : letters to Lillian and travel notebooks. Los Angeles, Calif. : Getty Research Institute, c2009.

### Contributions
- Leonardo and Freud, A Art Historical Study, in Journal of the History of Ideas, 1956, 17, p. 303-339

## Prix et récompenses
- Prix Aby M. Warburg 1984

## Traductions
- (fr) La nature de l'art abstrait,  Allia, Petite Collection, août 2013  (ISBN 9782844854148) disponible en epub et pdf